# 月刊武道
月刊武道（げっかんぶどう）は、日本武道館が発行している武道雑誌である。
1975年（昭和50年）に発刊された。「心技体 人を育てる総合誌」という名目で、武道を基軸にすえた教育、健康、教養に関する特集記事や連載記事を掲載している。さらに、日本武道協議会に加盟している柔道・剣道・弓道・相撲・空手道・合気道・少林寺拳法・なぎなた及び銃剣道各々に関する情報も掲載している。
毎月28日に発行される。定価は530円。

## 主なコーナー
- 巻頭リレーエッセイ
- 特集・私の指導法
- 武道のすすめ
- マンガ・武道のすすめ
- 技を磨く
- 日本の心・やまとごころ
- 柔道―その歴史と技法
- 脳を活性化する
- 中学校武道授業の充実に向けて
- 武道授業実践の概要紹介
- 大会ニュース
- 武道各団体のひろば
- 文部科学省だより